# The Monster Squad
The Monster Squad (bra Deu a Louca nos Monstros) é um filme estadunidense de 1987, dos gêneros ação, comédia, fantasia e terror, dirigido por Fred Dekker, com roteiro de Shane Black e Nicholas Hill. e distribuído pela TriStar Pictures. Na trama os monstros clássicos da  Universal Pictures que agem como um time liderados pelo Conde Drácula. A maquiagem dos monstros ficou a cargo do futuro renomado técnico Stan Winston.
Lançado inicialmente somente em vídeo, o filme ganhou reputação e passou para os cinemas, tornando-se um cult entre os fãs americanos. Há planos para uma refilmagem a ser produzida por Rob Cohen 
Um outro filme similar com o título original de Nightcrawlers, as vezes é confundido com uma refilmagem de Monster Squad. O diretor desse outro filme foi Mike Mitchell.

## Sinopse
Pré-adolescentes especialistas em história de monstros resolvem formar a "Patrulha Monstro" (The Monster Squad no original em inglês) para ajudarem os incrédulos adultos a se defrontarem com vários monstros reais que invadiram a cidade em busca de um amuleto mágico. Os jovens descobrem sobre os planos dos monstros (Drácula, Lobisomem, criatura de Frankenstein,  Múmia e Monstro da Lagoa Negra) ao traduzirem um antigo diário em alemão escrito pelo lendário caçador de vampiros Abraham Van Helsing

## Elenco

### Patrulha Monstro
- Andre Gower ... Sean Crenshaw (nos letreiros, André Gower). É o líder da turma
- Robby Kiger ... Patrick, melhor amigo de Sean
- Brent Chalem ... Horace, o gordo da turma
- Ryan Lambert ... Rudy, o mais velho
- Michael Faustino ...Eugene
- Ashley Bank ... Phoebe Crenshaw, irmã pequena de Sean
- Gabriel Dean ... Wiley "O verme"

### Os monstros
- Duncan Regehr ... Conde Drácula
- Mary Albee, Joan-Carrol Baron e Julie Merrill...Noivas de Drácula
- Tom Noonan ... criatura de Frankenstein
- Carl Thibault ... Lobisomem (baseado na versão do filme de 1941, The Wolf Man)
- Jonathan Gries ... Lobisomem na forma humana
- Tom Woodruff Jr. ... Monstro da Lagoa Negra (em inglês, Gill-man)
- Michael MacKay ... Múmia

### Coadjuvantes
- Stephen Macht ... Detetive Del Crenshaw
- Mary Ellen Trainor ... Emily Crenshaw
- Leonardo Cimino ... Alemão assustador
- Stan Shaw ... Detetive Rich Sapir
- Lisa Fuller ... Irmã de Patrick
- Jason Hervey ... E.J.
- Jack Gwillim ... Abraham Van Helsing
- David Proval ... Piloto
- Daryl Anderson ... Copiloto